# Zdeněk Vaněk
Zdeněk Vaněk (* 19. července 1968 Jaroměř, Československo) je bývalý československý házenkář. Po skončení aktivní kariéry působil jako trenér v Německu.
S týmem Československa hrál na letních olympijských hrách v Soulu v roce 1988, kde tým skončil na 6. místě. Nastoupil v 6 utkáních a dal 2 góly. Hrál i na letních olympijských hrách v Barceloně v roce 1992, kde tým skončil na 9. místě. Nastoupil v 6 utkáních a dal 10 gólů. Reprezentoval Československo na třech mistrovstvích světa a dvou mistrovstvích Evropy. Na klubové úrovni začínal v TJ Náchod, v československé lize hrál za Duklu Praha (1987–1992) a v německé bundeslize za Stralsund. Za reprezentaci Československa nastoupil ve 168 utkáních.